# PAGE2B
PAGE2B (англ. PAGE family member 2B) – білок, який кодується однойменним геном, розташованим у людей на короткому плечі X-хромосоми. Довжина поліпептидного ланцюга білка становить 111 амінокислот, а молекулярна маса — 12 041.
| 10         |  | 20         |  | 30         |  | 40         |  | 50         |
| ---------- |  | ---------- |  | ---------- |  | ---------- |  | ---------- |
| MSEHVRTRSQ |  | SSERGNDQES |  | SQPVGSVIVQ |  | EPTEEKRQEE |  | EPPTDNQGIA |
| PSGEIENEGA |  | PAVQGPDMEA |  | FQQELALLKI |  | EDEPGDGPDV |  | REGIMPTFDL |
| TKVLEAGDAQ |  | P          |  |            |  |            |  |            |

A: Аланін

D: Аспарагінова кислота

E: Глутамінова кислота

F: Фенілаланін

G: Гліцин

H: Гістидин

I: Ізолейцин

K: Лізин

L: Лейцин

M: Метіонін

N: Аспарагін

P: Пролін

Q: Глутамін

R: Аргінін

S: Серин

T: Треонін

Кодований геном білок за функцією належить до фосфопротеїнів. 